# Igreja do Santíssimo Sacramento e de Santa Teresinha de Lisieux
A Igreja do Santíssimo Sacramento e de Santa Teresinha de Lisieux é uma igreja católica localizada em Porto Alegre, no Brasil. Construída a partir de 1924 em um estilo neogótico refinado, contém várias obras de arte em seu interior e é uma das atrações turísticas da cidade. Em 1982 a igreja foi incluída pela Prefeitura Municipal no Inventário dos Bens Imóveis de Valor Histórico e Cultural e de Expressiva Tradição.

## O templo
A pedra fundamental do edifício foi lançada no dia 6 de janeiro de 1924, sendo inaugurado solenemente no dia 27 de setembro de 1931. Foi um dos primeiros templos erguidos em honra a Santa Teresinha do Menino Jesus, que foi canonizada em 1925. Segundo Moacyr Flores, o projeto foi do engenheiro construtor espanhol Frei Cyríaco de São José, da Ordem dos Carmelitas Descalços. Retornando à Espanha antes da finalização da obra, deixou-a sob a responsabilidade do Frei Mariano de São José, também carmelita. Harry Bellomo alega que o autor do projeto foi André Arjonas.
Em 1970 a igreja foi elevada à categoria de paróquia, recebendo o título adicional de Santíssimo Sacramento, como memória do Congresso Eucarístico realizado em Brasília. A paróquia é atendida pelos Carmelitas Descalços.

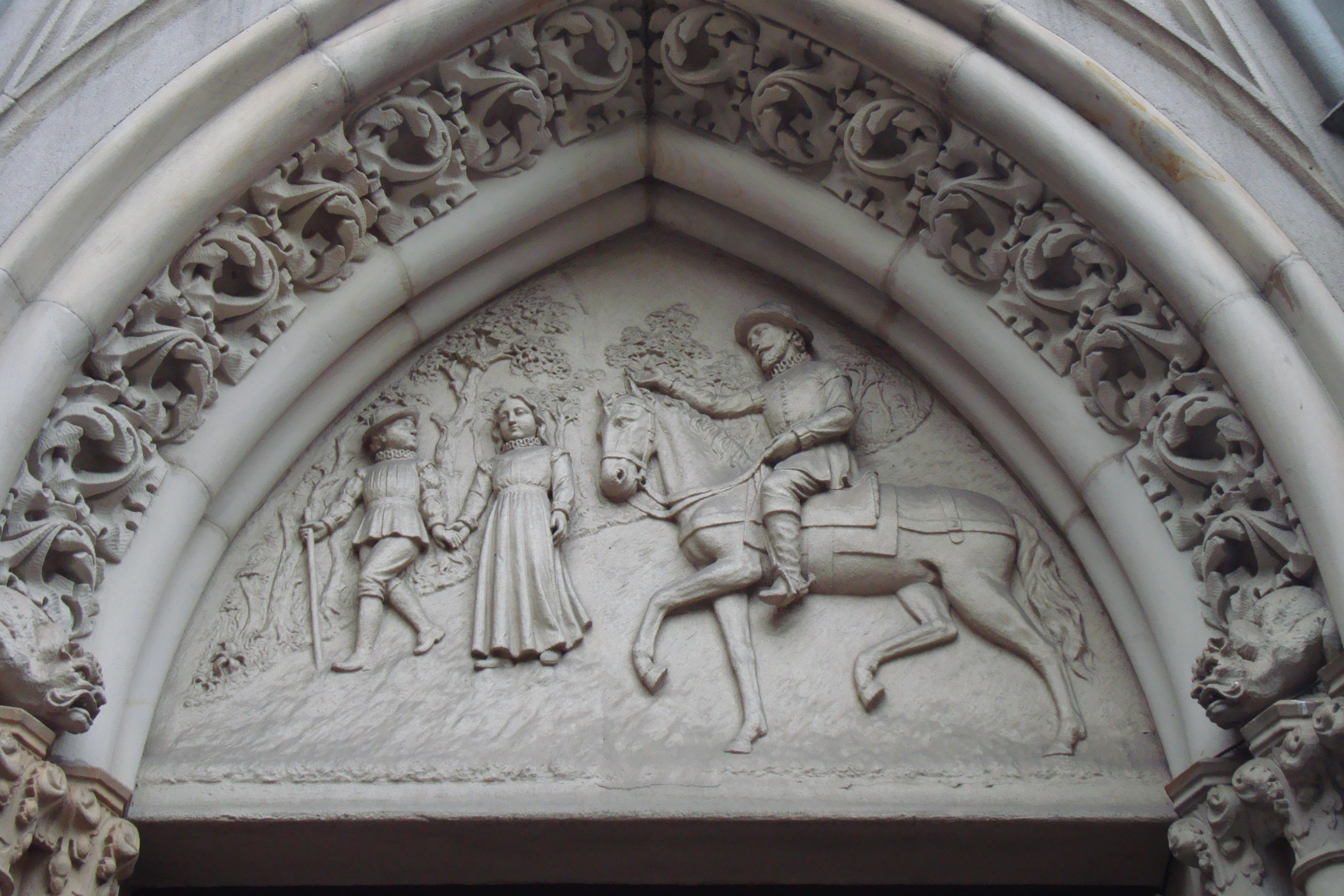
Cena da vida de Santa Teresinha, relevo em tímpano da fachada

O edifício mostra uma notável harmonia nas formas e proporções e beleza nos detalhes, num estilo neogótico de grande pureza. Segundo Barbara Schäffer, "a Igreja de Santa Teresinha toma destaque como o exemplar mais significativo do neogótico em Porto Alegre". A despeito de suas dimensões relativamente modestas, sua verticalidade e leveza de linhas, típicas do estilo, aumentam a sensação de amplitude. Além disso, apresenta algumas soluções arquitetônicas interessantes, especialmente na fachada, dominada por uma torre única que se projeta, centralizada, para a frente em relação ao corpo do prédio.
A torre tem um perfil piramidal e seção octogonal; cada nível da torre se assenta sobre um tambor mais largo rodeado de uma platibanda vazada com um padrão rendilhado e pináculos com espinhas sobre as nervuras; cada nível é perfurado por aberturas ogivais duplas em todos os lados e coroadas de quadrifólios; o coruchéu tem águas íngremes, revestidas de uma textura de escama de peixe, com espinhas sobre as nervuras, sendo coroado por uma estátua da Padroeira de autoria de Alfred Adloff. Ao nível do chão a torre se abre em duas portas em ângulo de 45º em relação à via pública. Estas portas desembocam em um vestíbulo dentro do corpo da torre, e então, por uma porta única central, penetra-se na nave.

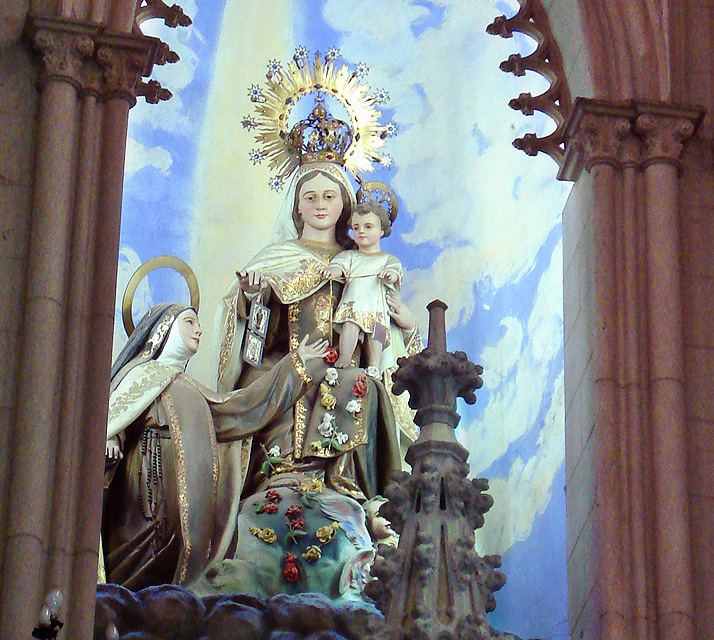
Santa Teresinha, a Virgem e o Menino, sobre o altar-mor da igreja.

Chama a atenção a profusa e requintada decoração de esculturas, florões e frisos com motivos animais e vegetais, espalhados pela fachada. Nos tímpanos dos arcos da fachada existem relevos de Bartolomeu Llul, ilustrando cenas da vida da santa. Outra característica marcante é que o coro sobre a entrada ocupa também o oco da torre na altura do segundo piso, num espaço que espelha a abside na extremidade oposta da nave.
O espaço interno da Igreja apresenta uma sequência de abóbodas ogivais apoiadas em delgadas colunas, tem uma acentuada verticalização e compõe um exemplo típico da espacialidade gótica. O altar-mor, uma estrutura em mármore ornamentada com pináculos, projetado por André Arjonas e executado por profissionais da firma de Jacob Aloys Friedrichs, continua visualmente num nicho elevado embutido na parede traseira preenchido com um grupo escultórico com a estátua de Santa Teresa de Ávila, reformadora da Ordem, ajoelhada aos pés de Nossa Senhora do Carmo com o Menino Jesus nos braços. O conjunto é ladeado por outros nichos na abside com imagens de outros santos.
Nos altares laterais, também projetados por Arjonas e feitos em mármore, destacam-se um expressivo grupo escultórico representando a Crucificação, e uma imagem da Padroeira. Ao longo das paredes estão instaladas as estações da Via Sacra em relevo. O grande vitral na fachada, representando a apoteose de Santa Teresinha, foi confeccionado pela Sociedad Maumejean Hermanos, de Madri, e os vitrais secundários são obra da Casa Genta e da Casa Veit, ambas de Porto Alegre.